# Col du Reychasset
Le col du Reychasset est un col situé à une altitude de 1 052 m dans la Drôme. Il permet de relier par la route la haute vallée de l'Armalause à la vallée du Céans.

## Situation
Il se situe sur la RD 116 dans les Baronnies, au sud-ouest de la montagne de Peylan, entre les communes de Chauvac-Laux-Montaux côté ouest et de Villebois-les-Pins côté est. Il est compris dans le périmètre du parc naturel régional des Baronnies provençales.